# Malibu (chanson)
Cet article concerne la chanson de Miley Cyrus. Pour les autres significations, voir Malibu.
Singles de Miley Cyrus
Teardrop
(2016)
Malibu est une chanson de l’auteure-compositrice-interprète américaine Miley Cyrus. Dévoilée exclusivement le 11 mai 2017, elle sort le lendemain sur toutes les plate-formes de téléchargement numérique sous le label RCA, en tant que premier single issu de son sixième album studio à paraître. Écrite par Miley Cyrus, avec la participation du compositeur américain Oren Yoel et produite par ce dernier, Malibu est une piste d’un style très diversifié, proche de la ballade sentimentale rythmée. Elle possède une tonalité en la bémol majeur, une gamme vocale s’élevant jusqu'à un puissant F5 et un tempo de 140 battements par minute. Musicalement, elle aborde un genre pop rock et folk transcendants, encore qu’un rédacteur pour le magazine Spin pense mieux la décrire par les termes « soft rock typique de la Californie du Sud ». Bien que le titre fasse référence à la ville de Malibu, il s’agit incontestablement d’une ode à l’amour que porte la jeune femme à son fiancé, Liam Hemsworth. De plus, ce morceau fait l’objet d’un virage à 180 degrés opéré depuis l’exploitation de son quatrième album studio, Bangerz (2013), à travers lequel Miley Cyrus prônait la découverte d’une nouvelle personnalité plus émancipée à la suite de leur précédente rupture, le tout régenté par une influence hip-hop et une atmosphère chahuteuse omniprésente, désormais évaporées.
La plupart des critiques journalistes perçoivent Malibu comme indicateur de la transformation en une entité plus assagie et déchargée de toute controverse liée à sa précédente image publique dont Miley Cyrus a fait l’objet. En moins d’une journée après sa sortie, Malibu débute à la 64e place du classement américain Billboard Hot 100, comptabilisant environ 29 000 téléchargements au format numérique et 4 millions de lectures en continu. Après une semaine d’exploitation outre-Atlantique, le single parvient à se hisser jusqu’au 10e rang de ce même classement, évaluant un total de 77 000 exemplaires vendus, 21,5 millions de lectures en continu et 13,5 millions de passages radiophoniques. Malibu devient finalement la neuvième chanson de Miley Cyrus à entrer dans le top 10 aux États-Unis, et ce, depuis Wrecking Ball en 2013. Au Royaume-Uni, le single échelonne jusqu’à la 11e place du classement national, se révélant ainsi être sa quatrième chanson à décrocher une telle position. Sur le continent océanique, Malibu ascensionne jusqu’aux 3e et 5e places, en Australie et en Nouvelle-Zélande, respectivement.
Le clip vidéo, réalisé par Diane Martel et Miley Cyrus elle-même, est publié en même temps que le single. Il présente différents plans montrant la chanteuse batifolant à la plage et se relaxant sous des cascades. Le clip est visionné près de quatorze millions de fois en vingt-quatre heures et génère cinquante millions de vues une semaine après son apparition sur Internet. Malibu est interprétée pour la première fois sur scène le 13 mai 2017, en tant que participation spéciale dans le cadre du festival Wango Tango, en Californie. Une semaine plus tard, une nouvelle performance du titre est délivrée aux Billboard Music Awards.

## Genèse et développement
| Portrait de Miley Cyrus · Portrait de Liam Hemsworth |

En 2015, peu de temps après la parution de son cinquième album studio, Miley Cyrus & Her Dead Petz, l’artiste américaine se met immédiatement à plancher sur son nouvel opus. Entre-temps, elle est invitée à participer à la dixième saison du télé-crochet musical The Voice, où elle donne principalement des conseils de justesse vocale aux candidats. En mars 2016, elle se voit finalement être promue coach à la place de Christina Aguilera pour la saison suivante, devenant ainsi la plus jeune personnalité à intégrer le panel de juges toutes éditions confondues. En septembre 2016, Miley Cyrus est conviée à l’émission de télévision The Tonight Show Starring Jimmy Fallon, où elle livre une interprétation de Baby, I'm In the Mood for You de Bob Dylan. Ce même mois, elle fait une apparition dans Crisis in Six Scenes, une mini-série réalisée par Woody Allen pour Amazon Studios. Elle y incarne le rôle d’une activiste radicale qui sème le chaos dans un foyer domestique conservateur des années 1960 et se cache pour échapper aux forces de l’ordre. En octobre 2016, elle annonce le renouvellement de ses fiançailles avec l’acteur australien Liam Hemsworth.
Le 3 mai 2017, lors d’une entrevue pour le magazine Billboard, Miley Cyrus déclare que le premier single extrait de son sixième album studio, baptisé Malibu, sera publié mondialement huit jours plus tard. L’artiste explique que la chanson a été composée un beau jour, à l’improviste, alors qu’elle se trouvait dans la voiture qui la conduisait sur le plateau de l’émission The Voice pour son premier jour de travail. Photographiée par Liam Hemsworth puis révélée le 10 mai, l’illustration du single dépeint Miley Cyrus, allongée sur l’herbe dans son jardin.

## Accueil critique
Malibu reçoit majoritairement des avis mitigés de la part des critiques. Tandis que beaucoup d’entre eux font l’éloge de la capacité dont Miley Cyrus fait preuve quant à se détourner de son ancienne image controversée et lascive, d’autres trouvent la chanson fade, décevante et trop inoffensive. Jon Blistein de Rolling Stone estime que Malibu est une « chanson simple et épurée, jouissant d’un intrépide thème musical à la guitare, ainsi que de coups de batterie réguliers et lancinants qui épaulent parfaitement les échos de voix de Miley et sa trame textuelle portée sur l’amour ». Hugh McIntyre de Forbes insiste sur le côté « totalement inattendu à la première écoute » du titre, observant que Miley Cyrus a « d’ores et déjà pris une direction plus Americana », étant donné qu’elle « opte pour un arrangement dirigé par un instrument tel que la guitare en faveur d’une sonorité électronique, modèle auquel ses fans ont été habitués ces dernières années ». Joey Nolfi d’Entertainment Weekly décrit Malibu comme étant une piste « minimale, rafraîchissante et simpliste dans sa tonalité », bien que « radiophonique ». Plus réservé, Jillian Mapes de Pitchfork insiste sur le fait que « Malibu reste une chanson qui laisse indifférent, malgré ses applaudissements de fond cadencés et son tintamarre de guitare bien maîtrisé, qui échelonnent jusqu'à un certain sommet », caractérisant le morceau par son style frais et enjoué, l’assimilant à un « tube estival ».

## Formats et éditions
- Téléchargement mondial numérique[10]

1. Malibu – 3:51

## Crédits
| - Miley Cyrus - chant, écriture - Oren Yoel - écriture, production - Doron Dina - ingénierie audio | - Jeff Jackson - assistant ingénierie audio - Robin Florent - assistant ingénierie audio - Manny Marroquin - mixage - Chris Galland - ingénierie du mixage Source. |

## Classements, certifications et successions
| \| Classement (2017) \| Meilleure position \| \| ------------------------------------------ \| ------------------ \| \| Allemagne (GfK Entertainment)[12] \| 20 \| \| Australie (ARIA)[13] \| 3 \| \| Autriche (Ö3 Austria Top 40)[14] \| 8 \| \| Belgique (Flandre Ultratop 50 Singles)[15] \| 32 \| \| Belgique (Wallonie Ultratip 50)[16] \| 1 \| \| Canada (Hot 100)[17] \| 4 \| \| Danemark (Tracklisten)[18] \| 15 \| \| Écosse (OCC)[19] \| 2 \| \| Espagne (PROMUSICAE)[20] \| 20 \| \| États-Unis (Hot 100)[21] \| 10 \| \| Europe (Digital Songs) \| 12 \| \| Finlande (Suomen virallinen lista)[22] \| 12 \| \| France (SNEP)[23] \| 14 \| \| Grèce (Digital Songs) \| 4 \| \| Hongrie (Rádiós Top 40)[24] \| 17 \| \| Irlande (IRMA)[25] \| 7 \| \| Italie (FIMI)[26] \| 24 \| \| Lettonie (Latvijas Top 40) \| 11 \| \| Norvège (VG-lista)[27] \| 4 \| \| Nouvelle-Zélande (RMNZ)[28] \| 4 \| \| Pays-Bas (Nederlandse Top 40)[29] \| 34 \| \| Pays-Bas (Single Top 100)[30] \| 30 \| \| Portugal (AFP Digital Songs) \| 9 \| \| Tchéquie (IFPI Rádio)[31] \| 4 \| \| Royaume-Uni (UK Singles Chart)[32] \| 11 \| \| Serbie (Top 50 Srbija) \| 19 \| \| Slovaquie (IFPI Rádio)[33] \| 42 \| \| Suède (Sverigetopplistan)[34] \| 21 \| \| Suisse (Schweizer Hitparade)[35] \| 16 \| | Certifications Cette section est vide, insuffisamment détaillée ou incomplète. Votre aide est la bienvenue ! Comment faire ? |
| Classement (2017) | Meilleure position |
| Allemagne (GfK Entertainment) | 20 |
| Australie (ARIA) | 3 |
| Autriche (Ö3 Austria Top 40) | 8 |
| Belgique (Flandre Ultratop 50 Singles) | 32 |
| Belgique (Wallonie Ultratip 50) | 1 |
| Canada (Hot 100) | 4 |
| Danemark (Tracklisten) | 15 |
| Écosse (OCC) | 2 |
| Espagne (PROMUSICAE) | 20 |
| États-Unis (Hot 100) | 10 |
| Europe (Digital Songs) | 12 |
| Finlande (Suomen virallinen lista) | 12 |
| France (SNEP) | 14 |
| Grèce (Digital Songs) | 4 |
| Hongrie (Rádiós Top 40) | 17 |
| Irlande (IRMA) | 7 |
| Italie (FIMI) | 24 |
| Lettonie (Latvijas Top 40) | 11 |
| Norvège (VG-lista) | 4 |
| Nouvelle-Zélande (RMNZ) | 4 |
| Pays-Bas (Nederlandse Top 40) | 34 |
| Pays-Bas (Single Top 100) | 30 |
| Portugal (AFP Digital Songs) | 9 |
| Tchéquie (IFPI Rádio) | 4 |
| Royaume-Uni (UK Singles Chart) | 11 |
| Serbie (Top 50 Srbija) | 19 |
| Slovaquie (IFPI Rádio) | 42 |
| Suède (Sverigetopplistan) | 21 |
| Suisse (Schweizer Hitparade) | 16 |

## Historique de sortie
| Pays           | Date        | Format                                     | Label |
| -------------- | ----------- | ------------------------------------------ | ----- |
| Certains pays  | 11 mai 2017 | Téléchargement numérique et streaming      | RCA   |
| Italie         | 11 mai 2017 | Envoi radiophonique généraliste            | Sony  |
| Reste du monde | 12 mai 2017 | Téléchargement numérique                   | RCA   |
| Royaume-Uni    | 12 mai 2017 | Envoi radiophonique généraliste            | RCA   |
| Pays-Bas       | 13 mai 2017 | Envoi radiophonique généraliste            | RCA   |
| États-Unis     | 15 mai 2017 | Envoi radiophonique « adult contemporary » | RCA   |
| États-Unis     | 16 mai 2017 | Envoi radiophonique généraliste            | RCA   |